# Ahoy

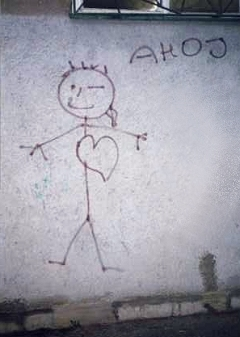
斯洛伐克布拉迪斯拉发带有“Ahoj”的涂鸦

Ahoy（/əˈhɔɪ/）是一个向船只致意的航海用感叹词，起源于中古英语的“Hoy!”。该词曾因过时而不再使用，但是随着航海运动的流行渐渐重新普及起来。“Ahoy”可以在问候、警示或告别时使用。
一些欧洲语言中亦有类似發音的词汇，在斯洛伐克语和捷克语中，“ahoj”是常见的问候语。现代荷兰语中“Hoi”是非正式的问候语。
亚历山大·格拉汉姆·贝尔曾建议在接听电话时使用“ahoy”回答，但爱迪生建议以“hello”应答，后者更为常用。

## 文化影响
- 《辛普森一家》中蒙哥马利·伯恩斯常以“Ahoy-hoy”应答电话，以表现他过时的观念。
- Hololive的寶鐘瑪琳以「Ahoy」作為直播招呼語使用，以符合角色外型海賊的形象。